# Wabasha
Wabasha ist eine Stadt im US-Bundesstaat Minnesota am oberen Mississippi. Das U.S. Census Bureau hat bei der Volkszählung 2020 eine Einwohnerzahl von 2.559 ermittelt.
Wabasha ist Verwaltungssitz des gleichnamigen County. Die Stadt liegt unweit der Mündung des Chippewa River, welcher am gegenüberliegenden Ufer im Staate Wisconsin in den Mississippi mündet.

## Geografie
Wabasha liegt unterhalb des Lake Pepin, eines natürlichen Stausees des Mississippi, welcher auf der Grenze zwischen den Bundesstaaten Wisconsin und Minnesota liegt.
Die Stadt Wabasha erstreckt sich über eine Fläche von 24,1 Quadratkilometern (davon 21,1 Quadratkilometer Landfläche).

## Geschichte
Wabasha gilt als eine der ältesten Städte am oberen Mississippi. Die erste dauerhafte Siedlung entstand im Jahre 1826, als sich Augustin Rocque, der Sohn eines Franzosen und der Tochter des Sioux-Häuptlings Wapashaw, dort niederließ. Mit dem zweiten Vertrag von Prairie du Chien wurde es 1830 eine anerkannte Ortschaft. 1843 erhielt der Ort den Namen Wabashaw, in Gedenken an den Häuptling. Dieser Name hatte bis 1868 Bestand, bis er an die heutige Schreibweise angepasst wurde.

### Bevölkerungsentwicklung
| 1970  | 1980  | 1990  | 2000  | 2020  |
| ----- | ----- | ----- | ----- | ----- |
| 2.371 | 2.372 | 2.384 | 2.599 | 2.559 |

## Demografie
Nach den Angaben der Volkszählung 2000 leben in Wabasha 2599 Menschen in 1062 Haushalten und 665 Familien. Ethnisch betrachtet setzt sich die Bevölkerung aus 98 Prozent weißer Bevölkerung, sowie kleineren Minderheiten zusammen. 0,5 Prozent der Einwohner zählen sich zu den Hispanics.
In 26,4 % der 1062 Haushalte leben Kinder unter 18 Jahren, in 52,2 % leben verheiratete Ehepaare, in 7,7 % leben weibliche Singles und 37,3 % sind keine familiären Haushalte. 32,3 % aller Haushalte bestehen ausschließlich aus einer einzelnen Person und in 15,4 % leben Alleinstehende über 65 Jahre. Die durchschnittliche Haushaltsgröße liegt bei 2,27 Personen, die von Familien bei 2,85.
Auf die gesamte Stadt bezogen setzt sich die Bevölkerung zusammen aus 22,0 % Einwohnern unter 18 Jahren, 6,3 % zwischen 18 und 24 Jahren, 23,3 % zwischen 25 und 44 Jahren, 25,9 % zwischen 45 und 64 Jahren und 22,4 % über 65 Jahren. Der Median beträgt 44 Jahre. Etwa 52,6 % der Bevölkerung ist weiblich.
Der Median des Einkommens eines Haushaltes beträgt 35.291 USD, der einer Familie 45.391 USD. Das Pro-Kopf-Einkommen liegt bei 20.374 USD. Etwa 10,0 % der Bevölkerung und 5,2 % der Familien leben unterhalb der Armutsgrenze.

## Persönlichkeiten
- DeLisle Stewart (1870–1941), Astronom
- John R. Foley (1917–2001), Politiker
- Tom Tiffany (* 1957), Politiker

## Trivia
Die Stadt diente als Drehort für die Filme Ein verrücktes Paar und Der dritte Frühling – Freunde, Feinde, Fisch & Frauen. Der Drehbuchautor war jeweils Mark Steven Johnson, dessen aus Wabasha stammender Großvater Charles Gilbert als literarisches Vorbild diente.